# Известия Главного управления землеустройства и земледелия
«Известия Главного управления землеустройства и земледелия» — еженедельный журнал, выходивший в Российской империи в 1894—1916 годах. До 1905 года выходил под названием «Известия Министерства земледелия и государственных имуществ».
Журнал представлял свод законов, правительственных распоряжений и правительственных мероприятий, касающихся землеустройства и переселения, сельского хозяйства, кустарной промышленности, лесного дела, рыбного дела и др.
Давал читателям полную картину правительственной и общественной работы в интересах преуспевания народного труда и в особенности отечественной сельскохозяйственной промышленности.
Отводил место очеркам современного состояния различных отраслей народного хозяйства в России и за границей, знакомил с новыми изданиями, сообщал сведения о видах на урожай, о ценах на хлеб .
Цена подписки составляла: на год — 4 руб., на полгода — 2 руб. 50 коп. с доставкой и пересылкой. Подписка принималась в редакции: Санкт-Петербург, Саперный переулок, д. 16 